# Campeonato Chileno de Futebol de 1973 - Segunda Divisão
O Campeonato Chileno de Futebol de Segunda Divisão de 1973 foi a 22ª edição do campeonato do futebol do Chile, segunda divisão, no formato "Primera B". Em turno e returno os 14 clubes jogam todos contra todos. O Campeão é promovido para o Campeonato Chileno de Futebol de 1974. O último colocado iria para as Associações de Origem de Futebol do Chile - nível local.

## Participantes
| Equipe                                        | Cidade           | Região                           | No ano anterior                                    | Estádio                                               | Capacidade | Títulos        | Participações |
| --------------------------------------------- | ---------------- | -------------------------------- | -------------------------------------------------- | ----------------------------------------------------- | ---------- | -------------- | ------------- |
| Deportes Iberia                               | Los Ángeles      | Região de Bío-Bío                | Décimo Quarto Lugar                                | Estádio Municipal de Los Ángeles                      | 5.000      | 0 (não possui) | 19            |
| Club de Deportes Ñublense                     | Chillán          | Região de Bío-Bío                | Terceiro Lugar                                     | Estádio Bicentenário Municipal Nelson Oyarzún         | 12.000     | 0 (não possui) | 14            |
| Club Deportivo Lister Rossel                  | Linares          | Região de Maule                  | Décimo Lugar                                       | Estádio Fiscal de Linares                             | 7.000      | 0 (não possui) | 13            |
| Club Social y Deportivo San Antonio Unido     | San Antonio      | Região de Valparaíso             | Sexto Lugar                                        | Estádio Municipal Doctor Olegario Henríquez Escalante | 2.000      | 0 (não possui) | 12            |
| Colchagua Club de Deportes                    | San Fernando     | Região de O'Higgins              | Nono Lugar                                         | Estádio Municipal Jorge Silva Valenzuela              | 5.900      | 0 (não possui) | 17            |
| Club de Deportes Coquimbo Unido               | Coquimbo         | Região de Coquimbo               | Décimo Primeiro Lugar                              | Estádio La Pampilla                                   | ---        | 1 (1962)       | 12            |
| Ferroviarios de Chile                         | Estación Central | Região Metropolitana de Santiago | Vice Campeão                                       | Estádio Ferroviário Hugo Arqueros Rodríguez           | 30.000     | 0 (não possui) | 5             |
| Club Deportivo San Luis                       | Quillota         | Região de Valparaíso             | Décimo Terceiro Lugar                              | Estádio Municipal Lucio Fariña Fernández              | 7.500      | 2 (1955, 1958) | 10            |
| Club de Deportes Ovalle                       | Ovalle           | Província de Coquimbo            | Quinto Lugar                                       | Estádio Municipal de Ovalle                           | 8.000      | 0 (não possui) | 10            |
| Corporación Club de Deportes Santiago Morning | Independencia    | Região Metropolitana de Santiago | Quarto Lugar                                       | Estádio Santa Laura                                   | 22.375     | 1 (1959)       | 7             |
| Club Deportivo Independiente de Cauquenes     | Cauquenes        | Região de Maule                  | Décimo Segundo Lugar                               | Estádio Fiscal Manuel Moya Medel                      | 10.000     | 0 (não possui) | 3             |
| Club de Deportes Aviación                     | El Bosque        | Região Metropolitana de Santiago | Oitavo Lugar                                       | Estádio Reinaldo Martín Müller                        | 22.375     | 0 (não possui) | 2             |
| Audax Club Sportivo Italiano                  | La Florida       | Região Metropolitana de Santiago | Sétimo Lugar                                       | Estádio Santa Laura                                   | 22.375     | 0 (não possui) | 2             |
| Corporación Deportiva Everton de Viña del Mar | Viña del Mar     | Região de Valparaíso             | Rebaixado do Campeonato Chileno de Futebol de 1972 | Estádio Sausalito                                     | 25.000     | 0 (não possui) | 1             |

## Campeão
| Campeão Chileno Segunda Divisão 1973                      |
| --------------------------------------------------------- |
| Club de Deportes Aviación (El Bosque) (1º título) Campeão |